# 老城街道 (潢川县)
老城街道，是中华人民共和国河南省信阳市潢川县下辖的一个乡镇级行政单位。

## 行政区划
老城街道下辖以下地区：
中大街社区、南海街社区、大巷街社区、爱国村、邹湾村、林场村和奶庙村。